# David Irwin
Pour les articles homonymes, voir Irwin.
Pas d'image ? Cliquez ici

a Compétitions nationales et continentales officielles uniquement.

b Matchs officiels uniquement.
Dernière mise à jour le 8 février 2024.
David Irwin, est né le 1er février 1959 à Belfast (Irlande du Nord). C’est un ancien joueur de rugby à XV sélectionné avec l'équipe d'Irlande au poste de centre.

## Carrière
David Irwin dispute son premier test match le 1er mars 1980 contre l'équipe de France et son dernier  contre l'équipe d'Écosse le 3 février 1990.
Il remporte le Tournoi des Cinq Nations de 1983 et celui de 1982.
Il joue trois test matches avec les Lions britanniques en 1983 et deux matches de la Coupe du monde de rugby 1987.

## Palmarès
- 25 sélections en équipe nationale (et une non officielle).
- Ventilation par année : 2 en 1980, 7 en 1981, 1 en 1982, 4 en 1983, 2 en 1984, 2 en 1987, 5 en 1989, 2 en 1990.
- Huit Tournois des Cinq Nations disputés: 1980, 1981, 1982, 1983, 1984, 1987, 1989, 1990.
- Vainqueur du Tournoi des Cinq Nations en 1982 et 1983.